# Cazes-Mondenard
Cazes-Mondenard är en kommun i departementet Tarn-et-Garonne i regionen Occitanien i södra Frankrike. Kommunen ligger i kantonen Lauzerte som tillhör arrondissementet Castelsarrasin. År 2022 hade Cazes-Mondenard 1 226 invånare.

## Befolkningsutveckling
Antalet invånare i kommunen Cazes-Mondenard
| Referens: INSEE |